# 永田松窓
永田 松窓（ながた しょうそう、天保4年（1833年） - 明治7年（1874年）6月）は江戸時代後期の儒学者、教育者。名は経正。字（あざな）は可定。通称は慎七郎。松窓はその号。

## 経歴
福岡藩藩士として筑前国に生まれる。成童（15歳以上の少年）の頃、既に四書五経に通じ、藩校修猷館の教員に補せられ、家塾を伊崎に開く。
嘉永年間（1848年–1855年）、江戸に行き、安積艮斎、林家の門に学ぶ。安政2年（1855年）に帰藩。慶応3年（1867年）特選により京都に赴き、列藩の名士と交流する。
明治元年（1868年）戊辰戦争に従軍し、後に参政所副議長、ついで藩校修猷館の訓導となった。